# Ansitz Montan

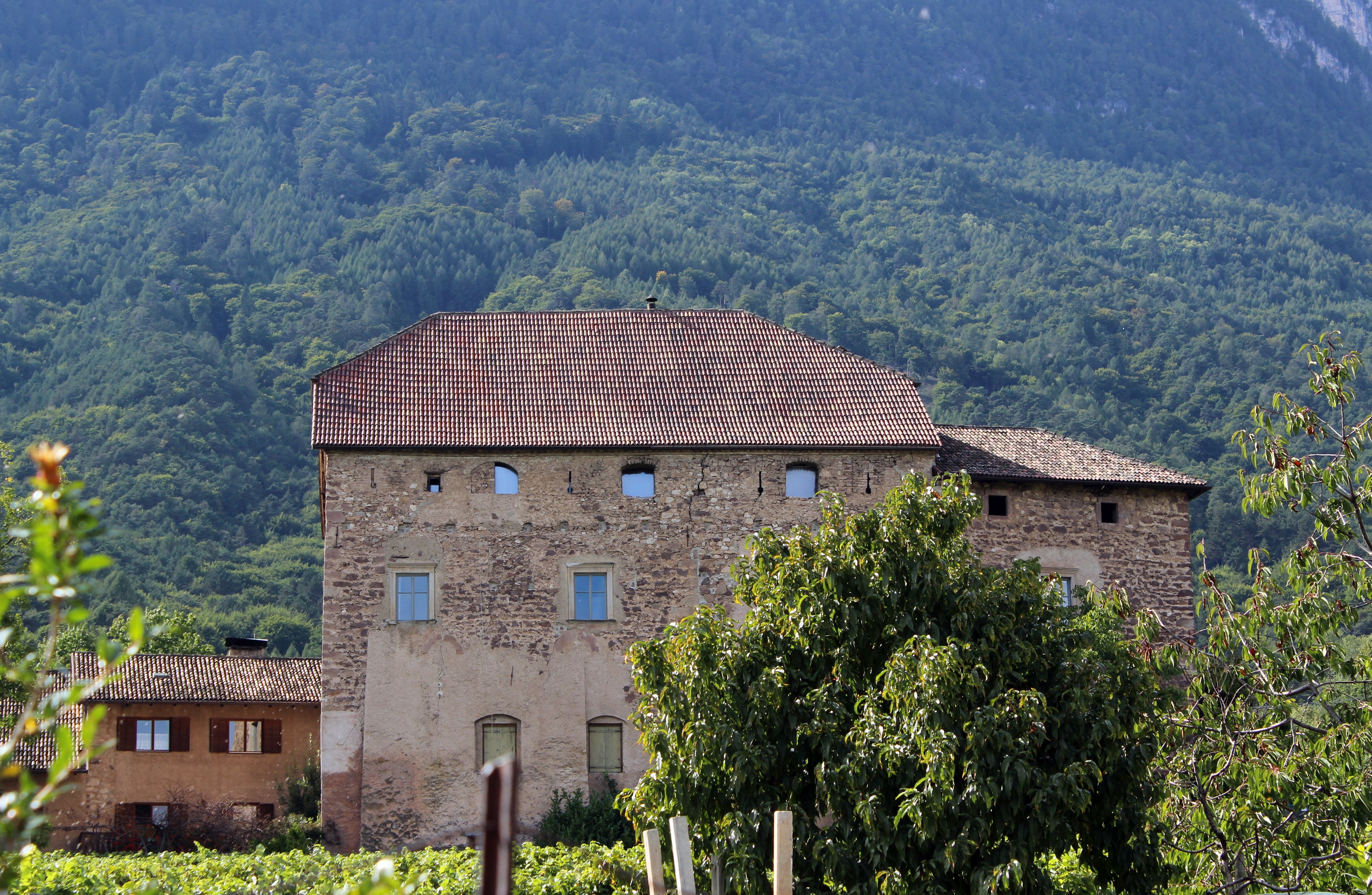
Ansitz Montan

Der Ansitz Montan ist ein geschütztes Baudenkmal in Berg, einer Fraktion der Gemeinde Eppan in Südtirol.

## Geschichte
Ursprünglich bestand die kleine Burganlage aus einem freistehenden Wohnturm mit Schichtmauerwerk und niederem Palas, der im Laufe der Jahrhunderte erhöht und durch einen Verbindungsbau zu einem Anwesen vereinigt wurde. Die noch heute sichtbare mittelalterliche Grundstruktur lässt auf eine Errichtung um das 13. Jahrhundert schließen. Sein heutiges Aussehen erhielt Montan im 16. bis 17. Jahrhundert. Über die früheren Besitzer ist wenig bekannt. Der Name geht auf das Geschlecht der Herren von Montani zurück. Erstmals urkundlich erwähnt wurde der Ansitz 1374 im Eigentum eines „de Montagne.“ Auf die Kassler von Boymont, die sich danach auch „von Montan“ nannten, folgten im 18. Jahrhundert die Freiherren von Elsasser zu Grienwald und Wunderegg sowie die Herren von Locher. Seit dem 6. Juli 1951 steht das Gebäude unter Denkmalschutz. Montan wird mittlerweile als Ferienunterkunft genutzt.  